# Pseudonapomyza spicata
Pour les articles homonymes, voir Pseudonapomyza et Spicata.
Espèce
Pseudonapomyza spicata est une espèce de diptères de la famille des Agromyzidae.

## Classification
Le nom valide complet (avec auteur) de ce taxon est Pseudonapomyza spicata (Malloch (d), 1914).
L'espèce a été initialement classée dans le genre Phytomyza sous le protonyme Phytomyza spicata Malloch, 1914,.
Pseudonapomyza spicata a pour synonyme :
- Phytomyza spicata Malloch, 1914

### Publication originale
- (en) John R. Malloch, « The Chironomidae, or midges, of Illinois, with particular reference to the species occurring in the Illinois River », Bulletin of the Illinois State Laboratory of Natural History, Bloomington, vol. 10, no 6,‎ mai 1915, p. 275-543 (OCLC 2300554, DOI 10.5962/BHL.TITLE.9255, lire en ligne).